# Déli szőrösorrú vombat
A déli szőrösorrú vombat (Lasiorhinus latifrons) az emlősök (Mammalia) osztályának erszényesek (Marsupialia) alosztályágába, ezen belül a diprotodontia rendjébe és a vombatfélék (Vombatidae) családjába tartozó faj.
A déli szőrösorrú vombat Dél-Ausztrália hivatalos állata, valamint nemének a típusfaja.

## Előfordulása
A déli szőrösorrú vombat előfordulási területe az ausztrál kontinensre korlátozódik. Ez az állat csak Nyugat-Ausztrália délkeleti részén, Dél-Ausztrália legdélebbi sávjában és Új-Dél-Wales délnyugati sarkában található meg.
Félsivatagos cserjésekben él.

## Megjelenése
Tömzsi testfelépítésű és rövid lábú erszényes, végtagjain öt-öt ujj van, ezek pedig lapított és erős karmokban végződnek; az állat megjelenése az üreglakó életmódra utal. A teljes talpfelületét használja járás közben. Az átlagos testhossza 77,2-93,4 centiméter közötti és a testtömege 19-32 kilogramm közt mozog. A három ma élő vombatfaj közül a déli szőrösorrú vombat a legkisebb. A rövid farka nem látszik a hosszú szőrű bundája miatt. A bundája selymes tapintású, és általában szürke vagy drapp színű. Amikor szőrzetét igazítja, a déli szőrösorrú vombat a második és harmadik ujját használja; ezek az ujjak a tövüknél össze vannak forrva. A feje robusztus és lapított, a fülei hegyesek. Az orra a disznóéra (Suidae) emlékeztet, azonban amint a neve is utal rá, szőrzet is található rajta. A metszőfogai rágcsálószerűek (Rodentia), az őrlőfogai között nagy rés van, a széles szájpadlása miatt. A fogai egész életében nőnek. A vombathoz (Vombatus ursinus) képest nagyobb halántékizma és kisebb rágóizma van. Az északi szőrösorrú vombattól (Lasiorhinus krefftii) eltérően az orrcsontja nem hosszabb a homlokcsontjánál.

## Életmódja
A déli szőrösorrú vombat eme kontinens déli részein található félsivatagjaiban, illetve száraz füves pusztáiban és erdőségeiben él. Üreglakóként nagy méretű járatrendszert váj ki; ennek több bejárata is van. Egy-egy járatrendszert akár 10 különböző déli szőrösorrú vombat is használhat egyszerre. Amikor vájja a földet, azt a mellső lábaival teszi, aztán mind a négy lábával kitolja a földet vagy homokot. A központi üregtől körkörösen 100-150 méteres járatok indulnak ki. Amikor a kis vombatok elhagyják anyjukat, először ezekbe költöznek be. Habár mindegyik példánynak megvan a kedvelt ürege, nemigen tartanak tulajdonjogot fölötte. Időnként át-átköltöznek; az üregek szájait ürüléknyomok kötik össze. A hím sokkal agresszívabb és területvédőbb, mint a nőstény; olykor a hímek hevesen összeverekednek egymással. Az üreg hőmérséklete télen 14 Celsius-fok, míg nyáron 26 Celsius-fok; ez a vombatfaj csak a 2-36 Celsius-fok közti külső hőmérsékletet tűri meg. Az állat éjszaka jár táplálékot szerezni; nappal mélyen a járatokban tartózkodik.
Táplálékának nagy részét az őshonos száraz fűfélék és bozótosok képezik, azonban az emberek közelségében a kultúrnövényeket és más betelepített növényfajokat sem veti meg. A legfőbb tápnövénye az Austrostipa nitida nevű perjeféle, amelyet a területén mindig rövidre legel. Az emésztőrendszere összetett, de nem olyan, mint a méhlepényes kérődzőké (Ruminantia). A vizeletét újrahasznosítja, emiatt szárazabb ürülékei vannak. A metabolizmusa és a pajzsmirigyhormon-szintje jóval alacsonyabb, mint a méhlepényeseké vagy más erszényeseké.
A déli szőrösorrú vombat a gazdaállata az Eimeria ursini és az Eimeria wobati nevű élősködőknek.

## Szaporodása
Ennek az erszényesnek a szaporodási időszakát a téli esőzések mennyisége határozza meg. Ha az adott évben elegendő esőzés volt, akkor a nőstény augusztus és október között szagjelzésekkel hívja fel magára a hímek figyelmét. Ha nem volt elég téli eső, akkor abban az évben elmarad a szaporodási időszak. Ebben az időszakban a hímek agresszívabbak, mint máskor. Egy-egy nőstény akár több hímmel is párzik egy időszakon belül. A párzás az üregben történik meg. A vemhesség csak 22 napig tart, ennek végén - általában októberben - egy apró magzatszerű élőlény jön világra, amely bemászik az erszénybe és rákapaszkodik az egyik mellbimbóra. Itt ül körülbelül 6 hónapig, amíg eléri a 450 grammos testtömeget, kinyílik a szeme és megszőrösödik. Miután elhagyja az erszényt, máris elkezd legelni. Az elválasztás csak egy év után következik be, a kis vombat csak háromévesen számít felnőttnek; ekkor éri el az ivarérettséget.
Több fogságban tartott példány is 34 éves korában pusztult el; tehát meglehet, hogy ez a faj maximális életkora.

## Képek

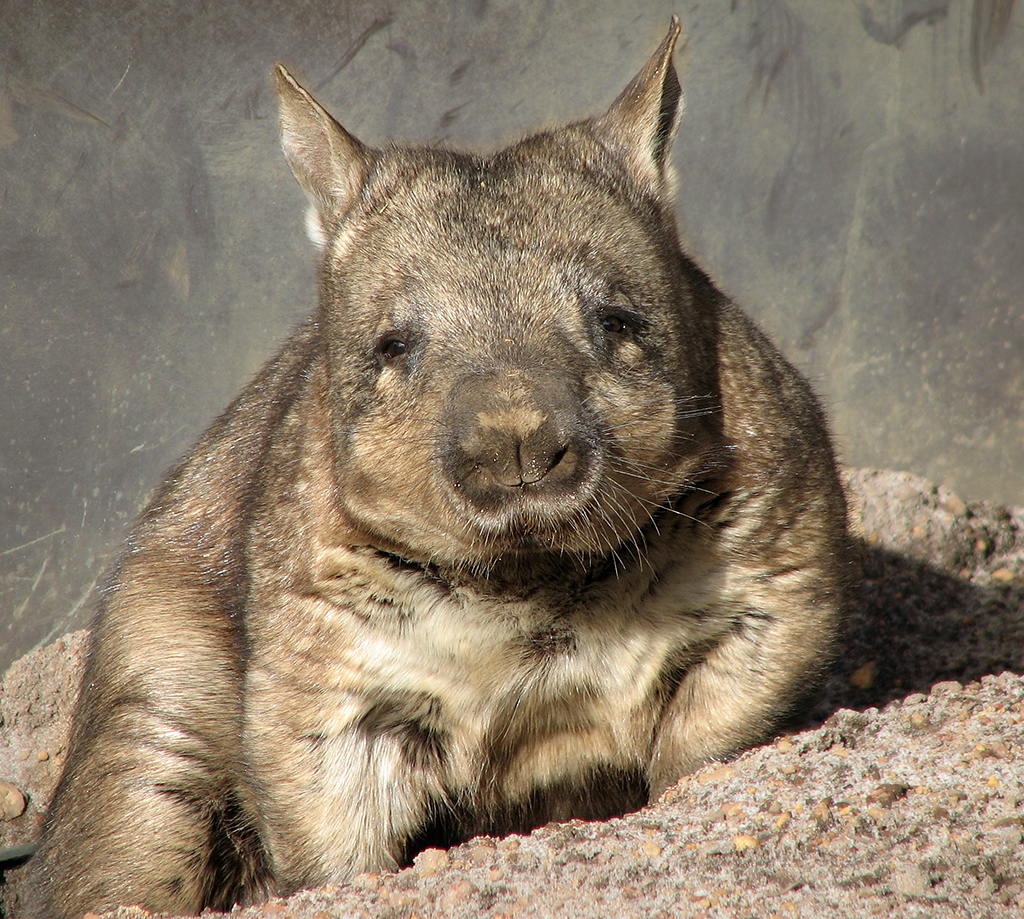
Szemből és
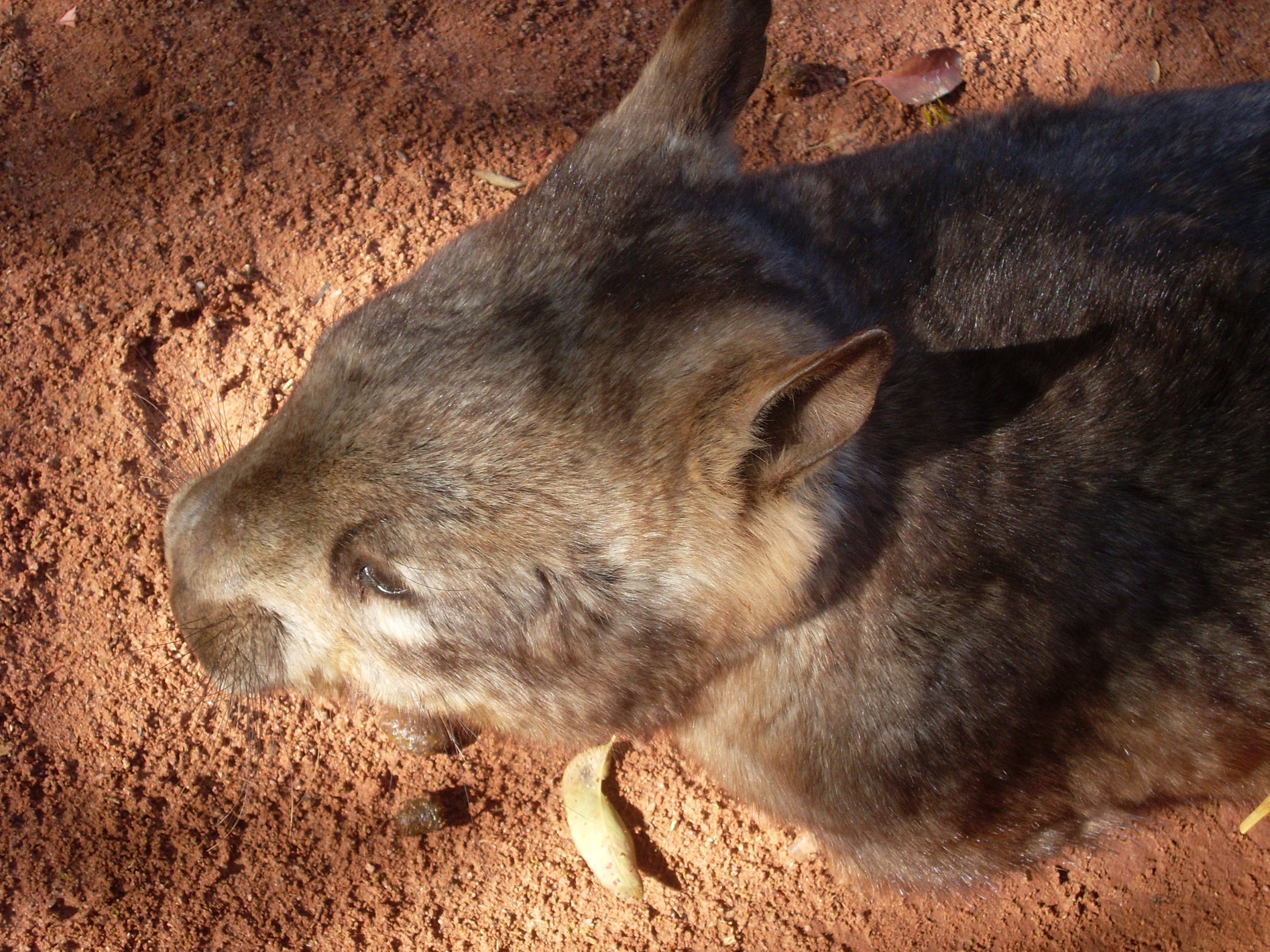
fentről
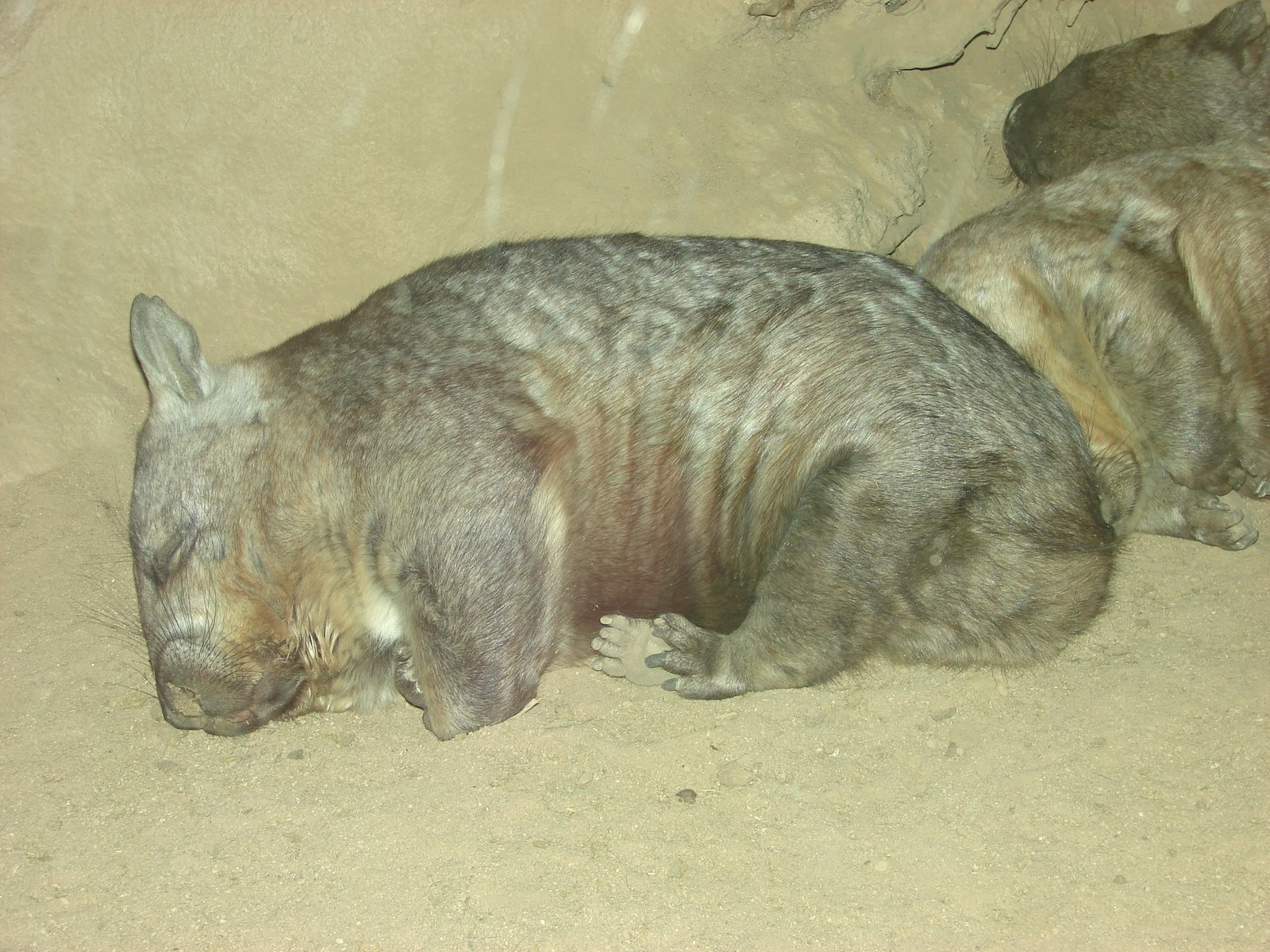
Alvó példányok
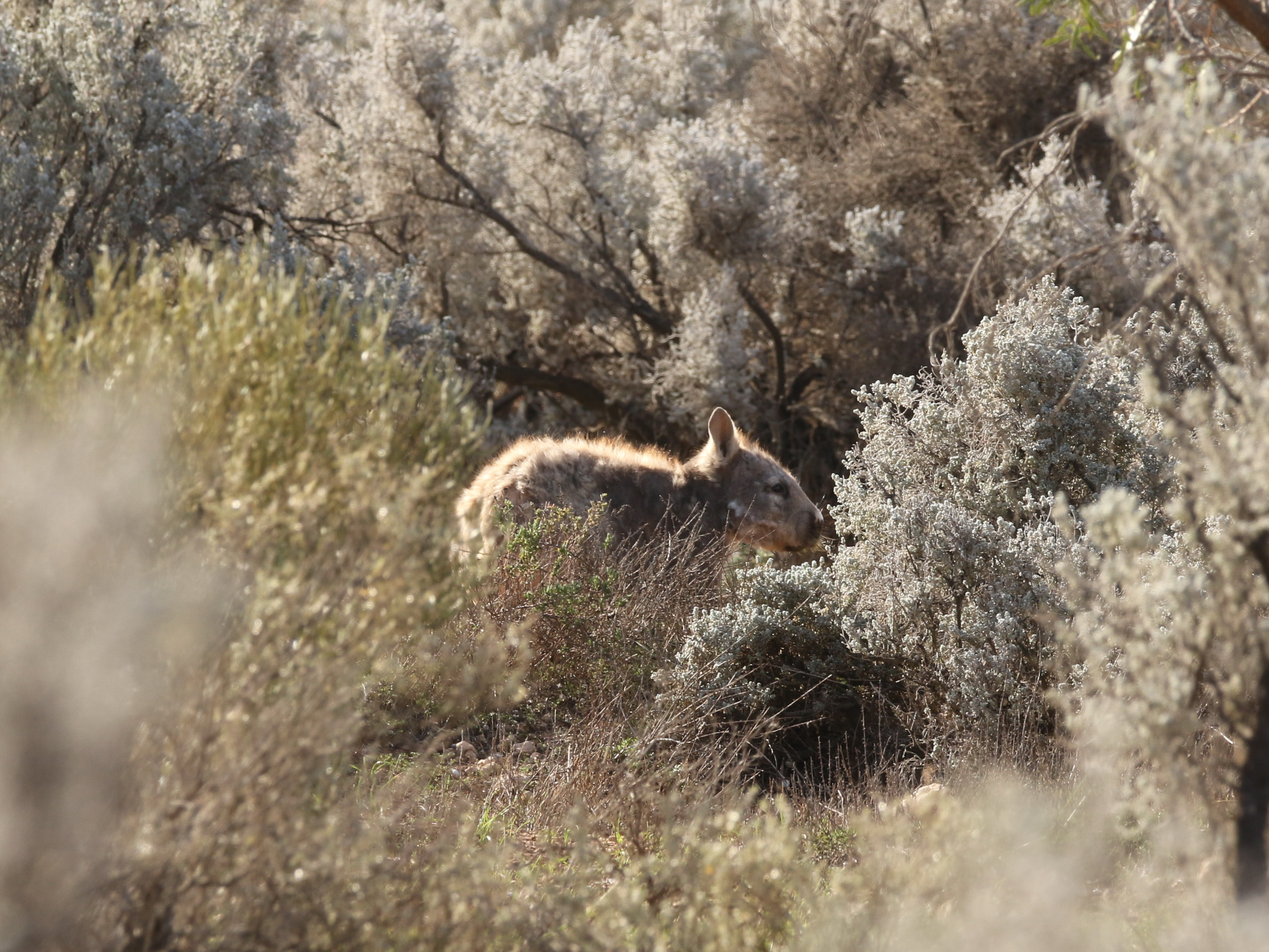
A természetben
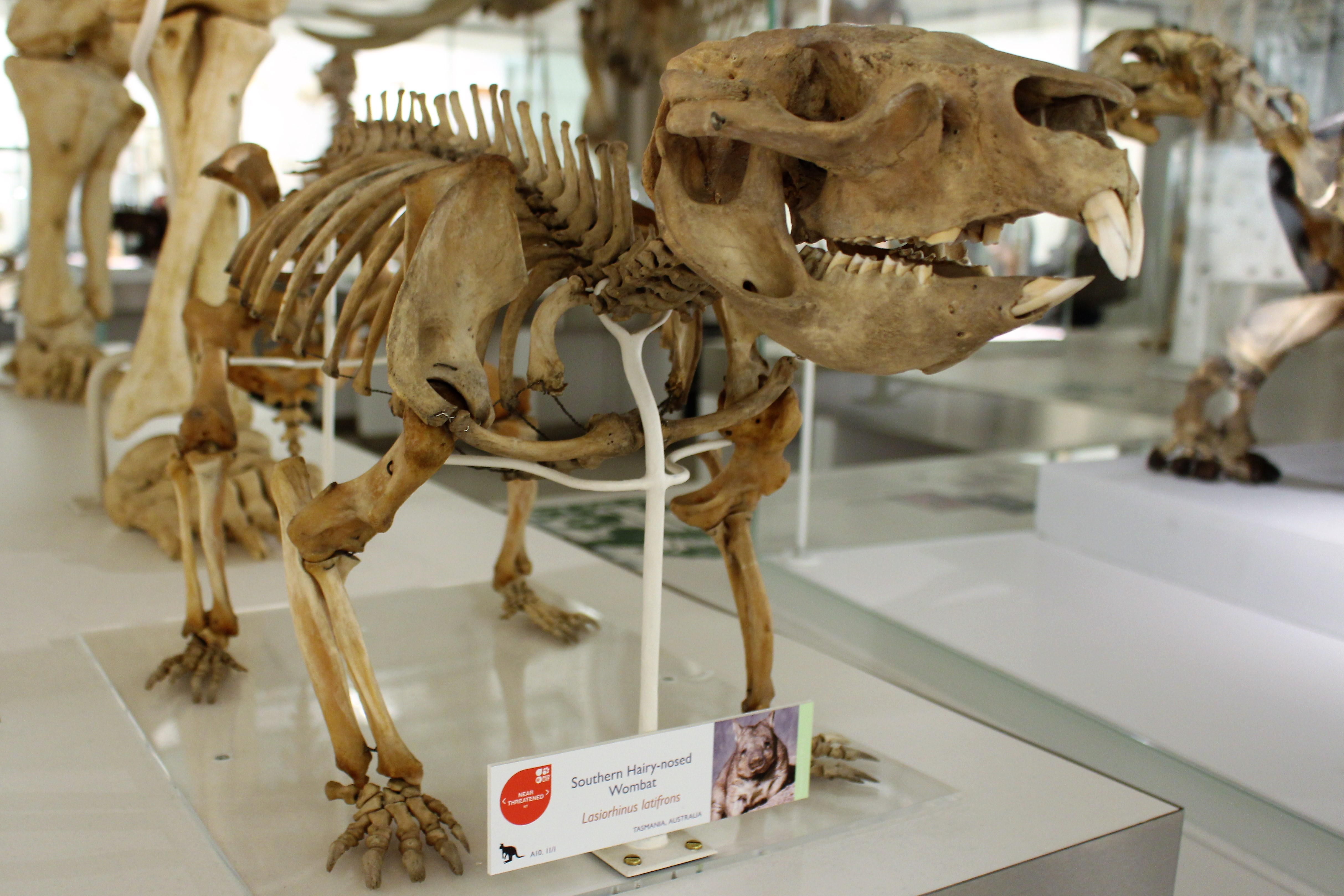
A csontváza

## Fordítás
- Ez a szócikk részben vagy egészben  a   Southern hairy-nosed wombat című angol Wikipédia-szócikk ezen változatának fordításán alapul.  Az eredeti cikk szerkesztőit annak laptörténete sorolja fel. Ez a jelzés csupán a megfogalmazás eredetét és a szerzői jogokat jelzi, nem szolgál a cikkben szereplő információk forrásmegjelöléseként.